# Джон Шварц
Джон Генрі Шварц (англ. John Henry Schwarz; нар. 22 листопада 1941) — американський фізик-теоретик. Разом з Йоїтіро Намбу, Габріеле Венеціано, Майклом Гріном, Леонардом Сасскіндом і Едвардом Віттеном вважається одним з творців теорії струн.

## Біографія
Джон Шварц народився в Норт-Адамсі, штат Массачусетс, в 1941 році. Вивчав математику в Гарварді (закінчив зі ступенем бакалавр мистецтв в 1962 році) і теоретичну фізику в Каліфорнійському університеті (закінчив зі ступенем Ph.D. в 1966 році), в якому його науковим керівником був Джеффрі Цю. З 1966 року по 1972 рік Шварц був старшим викладачем Принстонського університету. Потім він перейшов в Каліфорнійський технологічний інститут (Калтех), в якому в даний час займає посаду професора теоретичної фізики імені Гарольда Брауна.

## Наукова діяльність
Протягом багатьох років Джон Шварц був одним з дуже небагатьох фізиків, які намагалися зробити теорію струн реальним кандидатом як теорію квантової гравітації. Його робота разом з Майклом Гріном над механізмом скорочення аномалій в теорії струн типу I, який згодом був названий механізмом Гріна — Шварца, поклала початок в 1984 році так званої першої струнної революції, яка значно сприяла тому, щоб теорія струн стала частиною магістрального напряму розвитку теоретичної фізики.
Шварц є членом Національної академії наук США (1997). У 1987 році він був членом Фонду Мак-Артурів, в 1989 році отримав медаль Дірака від Міжнародного центру теоретичної фізики, а в 2002 році — премію Денні Хайнеман за досягнення в галузі математичної фізики від Американського фізичного товариства.